# Puberty Blues (film)
Pour les articles homonymes, voir Puberty Blues (homonymie).
Pour plus de détails, voir Fiche technique et Distribution.
Puberty Blues est une comédie dramatique australienne réalisée par Bruce Beresford, sortie en 1981. Il s'agit de l'adaptation du roman du même nom de Kathy Lette (en) et de Gabrielle Carey (en) publié en 1979.

## Synopsis
L'histoire se concentre sur deux adolescentes de la classe moyenne Sutherland Shire à Sydney. Les filles tentent de créer un statut social populaire en tentant de fréquenter le « gang Greenhill », un groupe de garçons surfeurs au cours d'un été à Sydney.

## Distribution
- Nell Schofield : Debbie Vickers
- Jad Capelja (en) : Sue Knight
- Jeffrey Rhoe : Garry
- Tony Hughes (en) : Danny
- Sandy Paul : Tracy
- Leander Brett : Cheryl
- Rowena Wallace (en) : Mme Knight
- Charles 'Bud' Tingwell (en): le directeur

## Box office
Puberty Blues a rapporté 3 918 000 $ au box-office en Australie.